# Ichneumon tuberculipes
Ichneumon tuberculipes är en stekelart som beskrevs av Wesmael 1848. Ichneumon tuberculipes ingår i släktet Ichneumon och familjen brokparasitsteklar. Arten är reproducerande i Sverige. Inga underarter finns listade i Catalogue of Life.